# Емілі Вілліс
Ліці Лара Баньюелос (ісп. Litzy Lara Bañuelos; нар. 29 грудня 1998, Аргентина), відома як Емілі Вілліс (англ. Emily Willis) — американська порноакторка аргентинського походження.
2024 року пережила зупинку серця, викликану передозуванням наркотиків, і впала в кому на два місяці, після чого була майже повністю паралізована і отримала пожиттєву інвалідність.

## Біографія
Народилася 29 грудня 1998 року в Аргентині. Її батько — мормон. У 7 років переїхала до Сент-Джорджа, Юта, США. Закінчила середню школу на рік раніше. Мешкала у Сан-Дієго, де провадила розпродажі. Познайомилася з хлопцем, який запропонував їй знятися для порносайту Girls Do Porn. Перші дві сцени за її участю зняли у жовтні 2017 року, після чого вона 4 місяці не знімалася в порносценах.
Знімалася для порностудій AMK Empire, Blacked, Cherry Pimps, Digital Sin, Evil Angel, Girlfriends Films, Girlsway, Hard X, Naughty America, New Sensations, Nubiles Porn, Pure Taboo, Reality Kings, Team Skeet, Tushy й у багатьох інших у сценах традиційного, лесбійського, міжрасового й анального сексу. У травні 2020 року знялася у першій сцені подвійного проникнення для порнофільму «The Insatiable Emily Willis» виробництва студії Джулса Джордана. Її представляло агентство Motley Models.
12 жовтня 2021 року подала позов про наклеп проти порноакторів Джианни Діор, Адрії Рей та 10 інших неназваних через їхні публікації у Twitter. 2022 року відмовилася від юридичного переслідування.
У квітні 2022 року приєдналася до акторського складу фільму-трилера «Божественність» Едді Альказара.
У 2023 році знялася в кліпі-номінанті «Греммі» на сингл «Hive Mind» американського хеві-метал-гурту «Slipknot».

### Інвалідність
5 лютого 2024 року ушпиталена до відділення інтенсивної терапії медичного закладу в Таузанд-Окс у коматозному стані через зупинку серця, викликану передозуванням кетаміну. У квітні її сім'я оголосила, що вона прийшла до тями. У січні 2025 року сім'я подала позов проти реабілітаційного центру Summit Malibu, який, ймовірно, надав Вілліс кетамін і залишив назавжди інвалідом. Їй діагностували синдром «замкненої людини»: вона у свідомості, але може лише кліпати і рухати очима, не маючи можливості керувати рештою частин тіла.

## Досягнення
- Cherry Pimps — Cherry of the Month (січень 2019)[21].
- Twistys — Treat of the Month (березень 2019)[22][23].
- Girlsway — Girl of the Month (квітень 2019)[24].
  - Girl of the Year (2019)[25].
- Penthouse — Pet of the Month (травень 2019)[26][27].
- Vixen — Angel of the Month (вересень 2019)[28].
- Bang! — Ambassador of the Month (листопад 2019)[23].
- Fleshlight[en] — Girl of the Month (березень 2020)[29].
- Team Skeet — All-Star of the Month (квітень 2020)[30].
- Holly Randall — Bombshell of the Month (листопад 2020)[31].

## Нагороди та номінації
| Список нагород і номінацій | Список нагород і номінацій | Список нагород і номінацій | Список нагород і номінацій | Список нагород і номінацій                              |
| Рік                        | Нагорода                   | Результат                  | Категорія | Фільм                                                   |
| -------------------------- | -------------------------- | -------------------------- | --- | ------------------------------------------------------- |
| 2019                       | AVN Award                  | Номінація                  | Найкраща нова старлетка | Н/Д                                                     |
| 2019                       | AVN Award                  | Номінація                  | Найкраща оральна сцена (разом з Коди Стілом, Марком Зейном, Томми Пістолом, Чедом Альвой й Еріком Мастерсоном) | My Wife's First Blowbang 2                              |
| 2019                       | Fleshbot Award             | Номінація                  | Найкраща нова старлетка | Н/Д                                                     |
| 2019                       | Pornhub Award              | Номінація                  | Королева мінету — найкраща виконавиця мінету | Н/Д                                                     |
| 2019                       | Urban X Award              | Номінація                  | Висхідна зірка | Н/Д                                                     |
| 2019                       | Urban X Award              | Номінація                  | Порнозірка року | Н/Д                                                     |
| 2019                       | XBIZ Award                 | Номінація                  | Найкраща нова старлетка | Н/Д                                                     |
| 2019                       | XRCO Award                 | Номінація                  | Нова старлетка року | Н/Д                                                     |
| 2020                       | AVN Award                  | Номінація                  | Найкраща виконавиця року | Н/Д                                                     |
| 2020                       | AVN Award                  | Перемога                   | Найкраща анальна сцена (разом з Рамоном Номаром) | Emily Willis: The Anal Awakening                        |
| 2020                       | AVN Award                  | Номінація                  | Найкраща лесбійська сцена (разом з Джианною Діор) | Nerd's Breaking Point (з Lesbian Revenge)               |
| 2020                       | AVN Award                  | Номінація                  | Найкраща сцена групового сексу (разом з Алексом Ді, Ванною Бардо, Заком Вайлдом, Кімбер Вейлс, Маєю Біджоу, Сетом Гемом, Скарлетт Блум, Гансом й Еммою Гікс)                                                                                 | Fuck Club 2                                             |
| 2020                       | AVN Award                  | Номінація                  | Найкраща сцена групового сексу в іноземному фільмі (разом з Альберто Бланко та Стейсі Крус) | A Much Needed Break (з Natural Beauties 12)             |
| 2020                       | AVN Award                  | Номінація                  | Найкраща сцена тріолізму (Ч/Ч/Ж) (разом з Дінні Маунтіном і Чарльзом Дерою) | The Date (з Female Submission)                          |
| 2020                       | AVN Award                  | Номінація                  | Награда прихильників: улюблена порнозірка (жінка) | Н/Д                                                     |
| 2020                       | Fleshbot Award             | Номінація                  | Виконавиця року | Н/Д                                                     |
| 2020                       | NightMoves Award           | Перемога                   | Найкраща виконавиця (вибір редакції) | Н/Д                                                     |
| 2020                       | Pornhub Award              | Номінація                  | Все одночасно — найкраща виконавиця подвійного проникнення | Н/Д                                                     |
| 2020                       | Pornhub Award              | Номінація                  | Краса чорного входу — найкраща анальна виконавиця | Н/Д                                                     |
| 2020                       | Pornhub Award              | Номінація                  | Найпопулярніша виконавиця за версією жінок | Н/Д                                                     |
| 2020                       | XBIZ Award                 | Номінація                  | Найкраща виконавиця року | Н/Д                                                     |
| 2020                       | XBIZ Award                 | Перемога                   | Найкраща сцена сексу — віньєтка (разом з Джейн Вайлд і Принцем Ієшуа) | Disciples of Desire: Bad Cop — Bad City                 |
| 2020                       | XBIZ Award                 | Номінація                  | Найкраща сцена сексу — табу (разом з Бредом Ньюменом) | I'm My Stepdad's Favorite 2                             |
| 2020                       | XBIZ Award                 | Номінація                  | Найкраща сцена сексу — тільки дівчата (разом з Аїдрою Фокс, Анджелой Вайт і Джорджиєю Джонс) | Girlcore: Private School                                |
| 2020                       | XBIZ Award                 | Номінація                  | Найкраща сцена сексу — тільки секс (разом з Денні Маунтіном і Чарльзом Дерою) | Female Submission                                       |
| 2020                       | XBIZ Award                 | Номінація                  | Найкраща сцена сексу — еротика (разом з Майклом Вегасом) | Holding Out & Giving In                                 |
| 2020                       | XCritic Award              | Номінація                  | Найкраща лесбійська сцена (разом з Крістен Скотт і Райлі Рід) | Paranormal                                              |
| 2020                       | XCritic Award              | Номінація                  | Сцена року (разом з Айзеєю Максвеллом, Анджелою Вайт, Кирою Нуар, Маркусом Дюприі, Міком Блу та Робом Пайпером) | Acceptance                                              |
| 2020                       | XRCO Award                 | Номінація                  | Виконавиця року | Н/Д                                                     |
| 2020                       | XRCO Award                 | Номінація                  | Підліткова мрія року | Н/Д                                                     |
| 2020                       | XRCO Award                 | Номінація                  | Приголомшлива аналістка року | Н/Д                                                     |
| 2020                       | XRCO Award                 | Номінація                  | Суперпопвія року | Н/Д                                                     |
| 2021                       | AVN Award                  | Перемога                   | Виконавиця року | Н/Д                                                     |
| 2021                       | AVN Award                  | Номінація                  | Найкраща акторка — короткометражний фільм | Nymphomania: An Emily Willis Story                      |
| 2021                       | AVN Award                  | Номінація                  | Найкраща анальна сцена (разом з Крісом Даймондом) | The Insatiable Emily Willis                             |
| 2021                       | AVN Award                  | Перемога                   | Найкраща блоубенг-сцена | Emily Willis 10 Man Blowbang (з Facialized 7)           |
| 2021                       | AVN Award                  | Номінація                  | Найкраща лесбійська групова сцена (разом з Лів Вайлд і Скарлетт Блум) | Color Me Horny                                          |
| 2021                       | AVN Award                  | Перемога                   | Найкраща лесбійська групова сцена (разом з Крістен Скотт і Райлі Рід) | Paranormal                                              |
| 2021                       | AVN Award                  | Перемога                   | Найкраща лесбійська сцена (разом з Ельзою Джин) | Elsa Jean Influence                                     |
| 2021                       | AVN Award                  | Номінація                  | Найкраща сцена групового сексу в іноземному фільмі (разом з Дарреллом Дипсом, Тіффані Тейтум і Фредді Гонгом) | Join Us                                                 |
| 2021                       | AVN Award                  | Перемога                   | Найкраща сцена подвійного проникнення (разом з Міком Блу та Стівом Холмсом) | The Insatiable Emily Willis                             |
| 2021                       | AVN Award                  | Номінація                  | Найкраща сцена мастурбації/стриптизу (разом з Лів Вайлд і Скарлетт Блум) | Color Me Horny                                          |
| 2021                       | AVN Award                  | Перемога                   | Найкраща сцена сексу від першої особи (разом з Міком Блу) | Emily Willis: Car BJ & POV Fucking                      |
| 2021                       | AVN Award                  | Номінація                  | Найкраща сцена тріолизму (Ж/Ж/Ч) (разом з Аріаной Марі та Джонні Сінсом) | Pushed in the Right Direction (з Threesome Fantasies 7) |
| 2021                       | AVN Award                  | Перемога                   | Найкраща сцена тріолизму (Ч/Ч/Ж) (разом з Принцем Ієшуа та Робом Пайпером) | The Insatiable Emily Willis                             |
| 2021                       | AVN Award                  | Перемога                   | Мейнстрім-захід року (разом з Айві Вульф, Алиною Лопес, Аріаной Марі, Вікі Чейз, Ґаббі Картер, Кірою Нуар, Мією Малковою, Мією Мелано, Нією Наччі, Сераю Мінкс, Сесилією Лайон, Скарліт Скандал, Скін Даймонд, Ейвері Крісті та Амією Майлі) | Still Be Friends/Moana (музичне відео G-Eazy)           |
| 2021                       | AVN Award                  | Номінація                  | Нагорода прихильників: улюблена порнозірка (жінка) | Н/Д                                                     |
| 2021                       | AVN Award                  | Номінація                  | Нагорода прихильників: соціальна медіазірка | Н/Д                                                     |
| 2021                       | Fleshbot Award             | Номінація                  | Виконавиця року | Н/Д                                                     |
| 2021                       | Fleshbot Award             | Номінація                  | Найкраща анальна сцена (разом з Мейтленд Ворд і Міком Блу) | Mistress Maitland 2: Safety In Numbers                  |
| 2021                       | Fleshbot Award             | Перемога                   | Найкраща сцена групового сексу (разом з Айзією Максвеллом, Антоном Гарденом, Робом Пайпером і Ті Рілом) | Influence 2                                             |
| 2021                       | Fleshbot Award             | Номінація                  | Найкраща трансгендерна сцена групового сексу (разом з Данте Колле та Наталі Марс) | Fairest of Them All                                     |
| 2021                       | Fleshbot Award             | Номінація                  | Найкраща транслесбійска сцена (разом з Наталі Марс) | Fairest of Them All                                     |
| 2021                       | NightMoves Award           | Номінація                  | Найкраща виконавиця | Н/Д                                                     |
| 2021                       | XBIZ Award                 | Перемога                   | Виконавиця року | Н/Д                                                     |
| 2021                       | XBIZ Award                 | Номінація                  | Найкраща сцена сексу — віньєтка (разом з Аїдрою Фокс і Раяном Маклейном) | Holding Out and Giving in Vol. 2                        |
| 2021                       | XBIZ Award                 | Номінація                  | Найкраща сцена сексу — віньєтка (разом з Майклом Вегасом і Еммою Гікс) | Under the Bed                                           |
| 2021                       | XBIZ Award                 | Номінація                  | Найкраща сцена сексу — гонзо (разом з Принцем Ієшуа та Робом Пайпером) | The Insatiable Emily Willis                             |
| 2021                       | XBIZ Award                 | Номінація                  | Найкраща сцена сексу — тільки дівчата (разом з Джейн Вайлд) | The Oral Experiment                                     |
| 2021                       | XBIZ Cam Award             | Номінація                  | Найкраща преіум-соціальна медіазірка — жінка | Н/Д                                                     |
| 2021                       | XCritic Award              | Номінація                  | Найкраща виконавиця | Н/Д                                                     |
| 2021                       | XCritic Award              | Перемога                   | Найкраща лесбійська сцена (разом з Кайден Кросс) | Influence 2                                             |
| 2021                       | XCritic Award              | Номінація                  | Сцена року (разом з Майклом Стефано та Міком Блу) | Anal Icons Vol 1                                        |
| 2021                       | XCritic Award              | Номінація                  | Сцена року (разом з Наталі Марс) | Fairest of Them All                                     |
| 2021                       | XRCO Award                 | Перемога                   | Виконавиця року | Н/Д                                                     |
| 2021                       | XRCO Award                 | Номінація                  | Мазунка року | Н/Д                                                     |
| 2021                       | XRCO Award                 | Номінація                  | Приголомшлива анаістка року | Н/Д                                                     |
| 2021                       | XRCO Award                 | Номінація                  | Суперповія року | Н/Д                                                     |
| 2022                       | AVN Award                  | Номінація                  | Виконавиця року | Н/Д                                                     |
| 2022                       | AVN Award                  | Номінація                  | Найкраща анальна сцена (разом з Рамоном Номаром) | Axel Braun's Down 2 Fuck — Scene 2                      |
| 2022                       | AVN Award                  | Номінація                  | Найкраща акторка | Influence Emily Willis                                  |
| 2022                       | AVN Award                  | Перемога                   | Найкраща генгбенг-сцена (разом з Айзеєю Максвеллом, Антоном Гарденом, Робом Пайпером і Ті Рілом) | Influence Emily Willis Part 4                           |
| 2022                       | AVN Award                  | Номінація                  | Найкраща лесбійська груповая сцена (разом з Аліною Лопес і Кензі Енн) | Breaking Through                                        |
| 2022                       | AVN Award                  | Перемога                   | Найкраща лесбійская груповая сцена (разом з Джиєю Дерзой, Джиной Валентиною й Отем Фоллс) | We Live Together Season 1 — Episode 4: Saying Goodbye   |
| 2022                       | AVN Award                  | Перемога                   | Найкраща лесбійська сцена (разом з Ванною Бардо) | Light Me Up                                             |
| 2022                       | AVN Award                  | Перемога                   | Найкраща міжнародна сцена групового сексу (разом з Альберто Бланко, Аполонією Лапьєдрою і Літтл Капріс) | Better Together (з Vibes 4)                             |
| 2022                       | AVN Award                  | Номінація                  | Найкраща сцена подвійного проникнення (разом з Майклом Стефано та Міком Блу) | Awards Night (з Anal Icons)                             |
| 2022                       | AVN Award                  | Номінація                  | Найкраща сцена сексу хлопець/дівчина (разом з Мануелем Феррарою) | Influence Emily Willis Part 3                           |
| 2022                       | AVN Award                  | Номінація                  | Найкраща трансгендерна сцена групового секса (разом з Данте Колле та Наталі Марс) | Fairest of Them All — Part 2                            |
| 2022                       | NightMoves Award           | Номінація                  | Найкраща виконавиця | Н/Д                                                     |
| 2022                       | Pornhub Award              | Номінація                  | Найкраща анальна виконавиця | Н/Д                                                     |
| 2022                       | Pornhub Award              | Перемога                   | Найкраща лесбійська виконавиця | Н/Д                                                     |
| 2022                       | Pornhub Award              | Номінація                  | Найпопулярніша виконавиця | Н/Д                                                     |
| 2022                       | Pornhub Award              | Номінація                  | Найпопулярніша виконавиця за версією жінок | Н/Д                                                     |
| 2022                       | Trans Erotica Award        | Номінація                  | Найкраща лесбійська сцена (вместе с Натали Марс) | Fairest of Them All                                     |
| 2022                       | Trans Erotica Award        | Номінація                  | Найкраща сцена тріолизму (разом з Данте Колле та Наталі Марс) | Fairest of Them All                                     |
| 2022                       | XBIZ Award                 | Перемога                   | Виконавиця року | Н/Д                                                     |
| 2022                       | XBIZ Award                 | Номінація                  | Найкраща сцена сексу — гонзо (разом з Рамоном Номаром) | Manhandled 14                                           |
| 2022                       | XBIZ Award                 | Номінація                  | Найкраща сцена сексу — тільки дівчата (разом з Кайден Кросс) | Influence: Emily Willis                                 |
| 2022                       | XBIZ Award                 | Перемога                   | Найкраща сцена сексу — фільм-шоу з виконавцями (разом з Данте Колле і Міком Блу) | Influence: Emily Willis                                 |
| 2022                       | XBIZ Europa Award          | Номінація                  | Найкраща сцена сексу — повнометражний фільм (разом з Аніссою Кейт, Кароліною Черрі, Кларою Мією, Клеа Готьє, Марчелло Браво та Черрі Кісс)                                                                                                   | Revenge                                                 |
| 2022                       | XRCO Award                 | Перемога                   | Виконавиця року (разом з Джианною Діор) | Н/Д                                                     |
| 2022                       | XRCO Award                 | Номінація                  | Найкраща акторка | Influence Emily Willis                                  |
| 2022                       | XRCO Award                 | Номінація                  | Мазунка року | Н/Д                                                     |
| 2022                       | XRCO Award                 | Перемога                   | Приголомшлива аналістка року | Н/Д                                                     |
| 2022                       | XRCO Award                 | Номінація                  | Суперповія року | Н/Д                                                     |
| 2023                       | AVN Award                  | Номінація                  | Найкраща акторка | One Night in Los Angeles                                |
| 2023                       | AVN Award                  | Номінація                  | Найкраща міжнародна сцена групового сексу (разом з Аніссою Кейт, Кароліною Черрі, Кларой Мією, Клеа Готьє, Марчелло Браво та Черрі Кісс) | Revenge — Scene 7                                       |
| 2023                       | AVN Award                  | Номінація                  | Найкраща сцена подвійного проникнення (разом з Міком Блу й Олівером Флінном) | Fantasy (з If It Feels Good 3)                          |
| 2023                       | AVN Award                  | Номінація                  | Найкраща сцена тріолизму (Ж/Ж/Ч) (разом з Данте Колле та Кенною Джеймсом) | One Night in Los Angeles — Scene 3                      |
| 2023                       | AVN Award                  | Номінація                  | Мейнстрим-захід року (разом з Джианною Діор і Мейтленд Ворд) | Vixen Hollywood Billboard Campaign                      |
| 2023                       | Pornhub Award              | Перемога                   | Найкраща анальна виконавиця | Н/Д                                                     |
| 2023                       | Pornhub Award              | Номінація                  | Найкраща виконавиця подвійного проникнення | Н/Д                                                     |
| 2023                       | Pornhub Award              | Номінація                  | Найкраща виконавиця сквіртингу | Н/Д                                                     |
| 2023                       | Pornhub Award              | Номінація                  | Найпопулярніша виконавиця | Н/Д                                                     |
| 2023                       | XBIZ Award                 | Номінація                  | Виконавиця року | Н/Д                                                     |
| 2023                       | XBIZ Award                 | Номінація                  | Найкраща сцена сексу — повнометражний фільм (разом з Данте Колле і Кенною Джеймсом) | One Night in Los Angeles                                |
| 2023                       | XRCO Award                 | Номінація                  | Найкраща акторка | One Night in Los Angeles                                |
| 2023                       | XRCO Award                 | Номінація                  | Приголомшлива аналістка року | Н/Д                                                     |

## Вибіркова фільмографія
- 2018 — Absolutely Fuckable 2
- 2018 — Anal Cuties 9
- 2018 — Anal Darlings 2
- 2018 — Busted By My Stepbrother 3
- 2018 — Hookup Hotshot Sex Tapes 5
- 2018 — Lesbian Legal 13
- 2018 — Secret Lesbian Diaries 7[78]
- 2018 — Slut Puppies 13

- 2019 — Emily Willis: The Anal Awakening[79]
- 2019 — Emily Willis: Horny on the Floatie
- 2020 — The Insatiable Emily Willis[80]
- 2020 — Facialized 7: Emily Willis 10 Man Blowbang[80]
- 2020 — Paranormal[80]
- 2020 — Elsa Jean Influence[80]
- 2021 — Influence: Emily Willis[81]
- 2021 — We Live Together Season 1[81]
- 2021 — Light Me Up[81]
- 2021 — Vibes 4: Better Together[81]
- 2023 — Divinity